# Martirio di san Sebastiano (Genga)
Il Martirio di san Sebastiano è un dipinto a olio su tavola (98x83 cm) di Girolamo Genga, databile al 1500-1510 circa e conservato nella Galleria degli Uffizi a Firenze.

## Storia e descrizione
Non si conosce la collocazione originaria dell'opera, che si trovava nella Guardaroba granducale prima di pervenire agli Uffizi, il 21 agosto 1798. Il primo ad attribuirlo al Genga fu Morelli, seguito poi dal resto della critica, anche per il ritrovamento di un disegno preparatorio al gabinetto dei Disegni e delle Stampe. La datazione è di solito fatta risalire agli anni giovanili dell'artista.
Iconograficamente la tavola deriva dal Martirio di san Sebastiano di Piero del Pollaiuolo, filtrato magari dalla versione di Luca Signorelli a Città di Castello, con il santo issato su un albero secco, circondato dagli sgherri che, in varie posizioni, lo crivellano di frecce, generando un moto circolare attorno al protagonista. La posizione del santo che guarda pazientemente verso l'apparizione divina in alto e il paesaggio sono chiarissime derivazioni del Rinascimento umbro, in particolare del Perugino e del giovane Raffaello.